# Bernd Steiner
Bernd Steiner, auch Bernhard Steiner (geboren 10. April 1884 in Mistelbach, Österreich-Ungarn; gestorben 10. Dezember 1933 in Wien) war ein österreichischer Grafiker, Maler und Bühnenbildner.

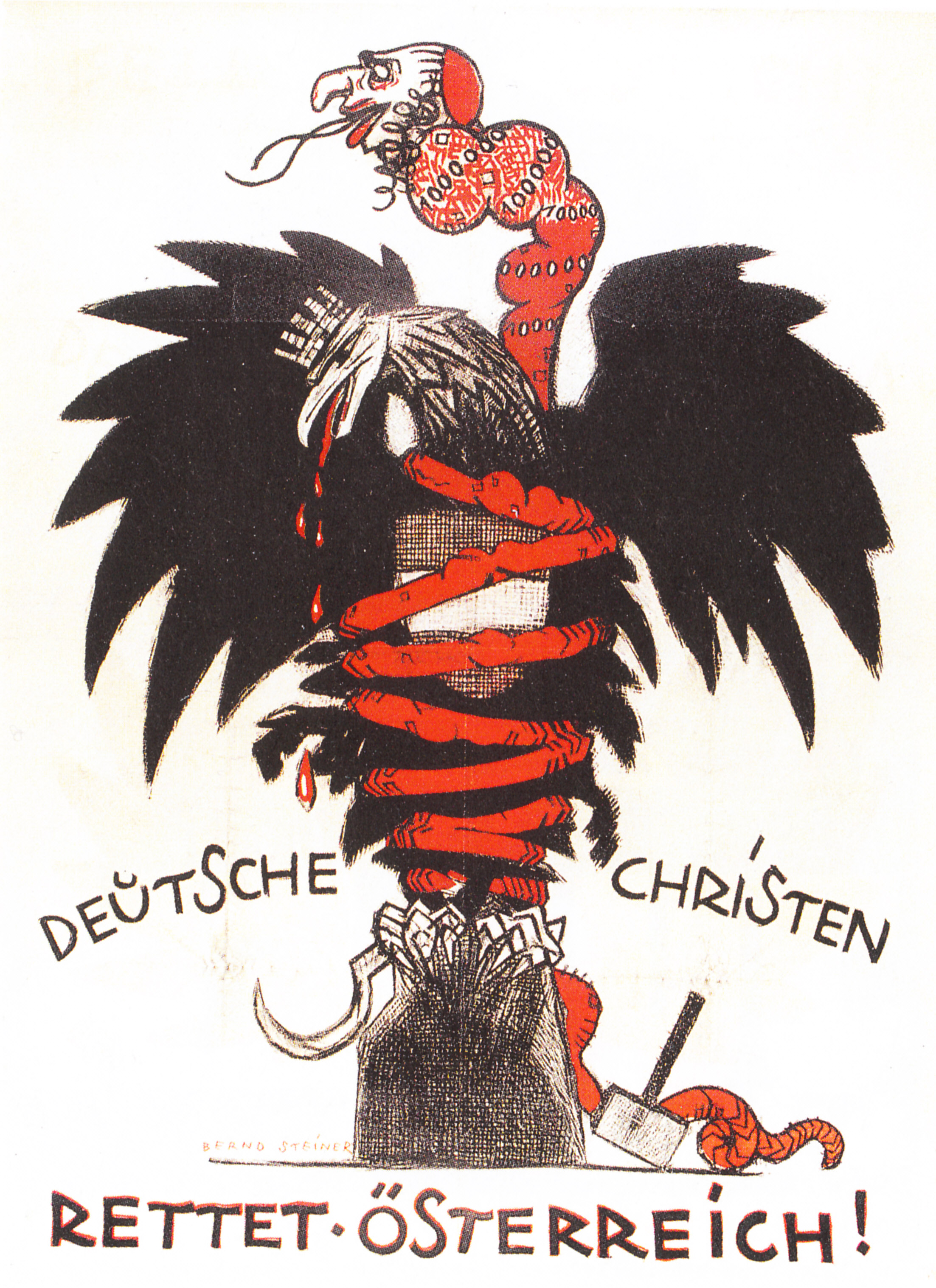
Bernd Steiner: Deutsche Christen rettet Österreich! (1920)

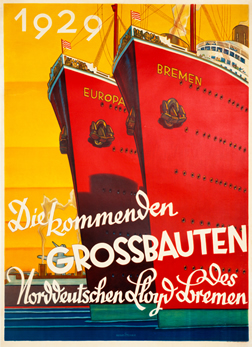
Bernd Steiner: Die kommenden Grossbauten des Norddeutschen Lloyd Bremen (1929)

## Leben
Bernd Steiner war der Sohn des Kunsttischlers und Bürgermeisters von Mistelbach Bernhard Steiner. Er besuchte möglicherweise die Wiener Akademie der Künste und nahm Unterricht bei August Schaeffer von Wienwald. 
Steiner ging nach Norddeutschland und war dort als Maler und Bühnenbildner tätig. Von ihm stammt das Plakat für die „Internationale Kunstausstellung“ der Kunsthalle Bremen 1914, in der er auch mit eigenen Werken vertreten war.
Während des Ersten Weltkriegs war Steiner als Reserveoffizier eingezogen und wurde am rechten Arm schwer verwundet. In Wien arbeitete er danach zunächst als Zeichenlehrer in der Invalidenschule des Orthopäden Hans Spitzy. 1920 avancierte er zum künstlerischen Leiter der Druck- und Verlagsgesellschaft Wiener Graphische Werkstätte, für die er auch Buchillustrationen und -ausstattungen entwarf. Gleichzeitig betrieb er das eigene Atelier Werbe-Werkstätte Bernd Steiner, in dem auch Joseph Binder eine Lehre machte.
Für den Wahlkampf der Nationalratswahl in Österreich 1920 schuf Steiner ein antisemitisches Wahlplakat für die Christlichsoziale Partei (CSP). In der Wiener Öffentlichkeit wurde er mit seinen farbstarken Plakaten für Redouten und Filme bekannt. Er erhielt Aufträge von den Unternehmen Julius Meinl, Pessl und Ferro Watt.
Mitte der Zwanziger Jahre ging er erneut nach Norddeutschland als Ausstattungsleiter an das Hamburger Theater und Bremer Stadttheater.
Er gestaltete die Werbung des Norddeutschen Lloyds und lehrte in der Malklasse der Kunstgewerbeschule
Bremen. Schwer erkrankt kehrte er um 1930 nach Wien zurück. 1932 noch wurde er von Hermann Röbbeling als Maler an das Burgtheater engagiert.

Redouten
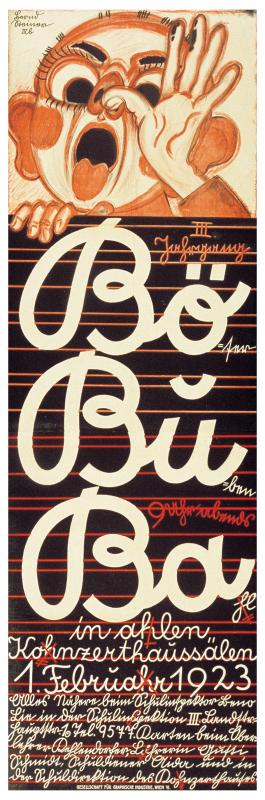
Böser Buben Ball (1923)
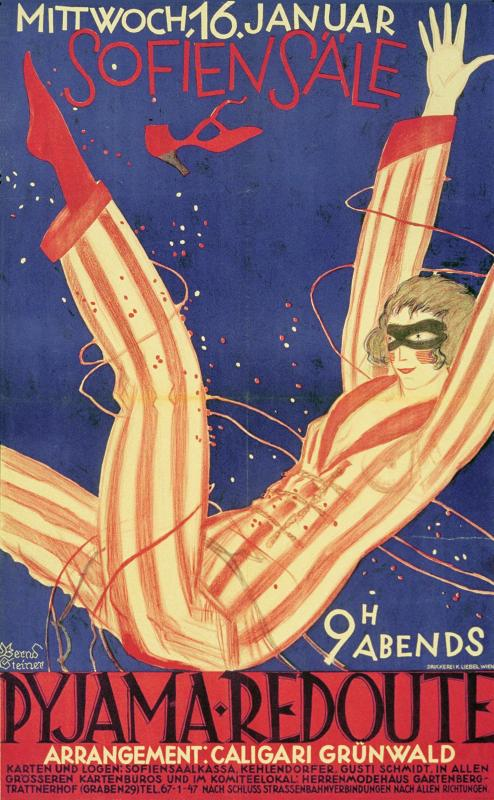
Pyjama-Redoute (1924)
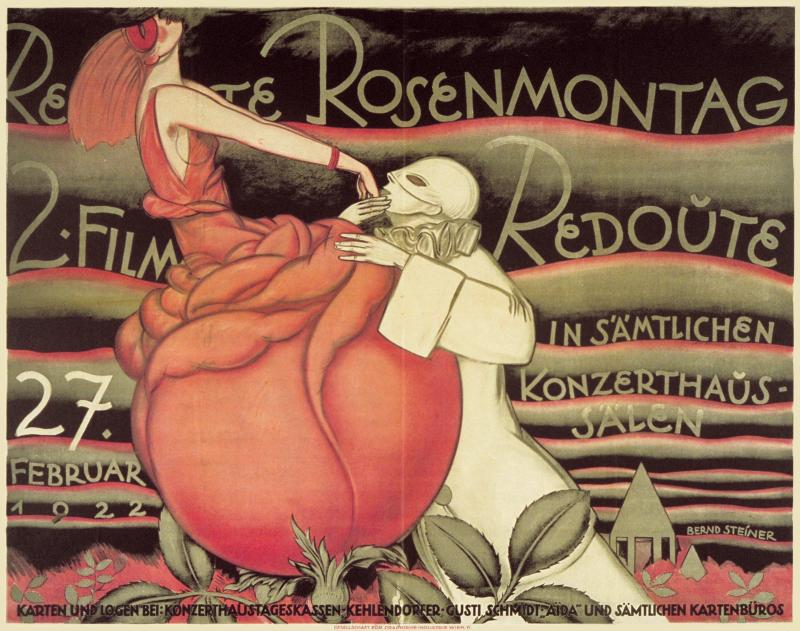
Rosenmontag. 2. Film Redoute (1922)
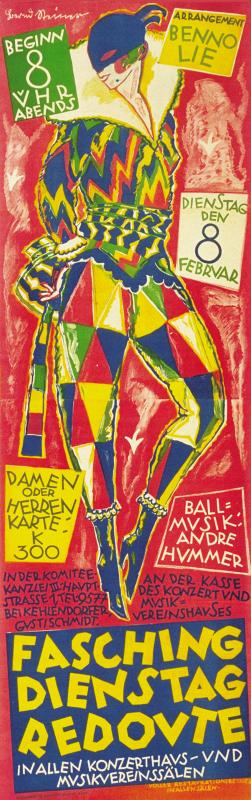
Fasching Dienstag Redoute (1921)